# Trettondagsafton (film, 1999)
Trettondagsafton är en svensk TV-teateruppsättning av William Shakespeares pjäs med samma namn, regisserad av Mikael Ekman. I rollerna ses bland andra Krister Henriksson, Claes Malmberg och Claes Månsson.
Trettondagsafton fotades av Stefan Eriksson, Per Norén, Sofi Stridh och Jan Wictorinus och klipptes av Hélène Berlin. Musiken komponerades av Mårten Ekman. Pjäsen sändes den 5 januari 1999 i SVT2.

## Rollista
- Krister Henriksson – Malvolio
- Claes Malmberg – Olivia
- Claes Månsson – Andreas Blek av Nosen
- Pierre Lindstedt – Tobias Raap
- Tommy Körberg – narren Feste
- Brasse Brännström	– Maria
- Johan Ulveson – Viola
- Lakke Magnusson – Orsino
- Reuben Sallmander	– Antonio
- Jan Mybrand – Sebastian
- Anders Ahlbom – Fabian
- Johan Rabaeus – pastor Topas
- Fredrik Dolk – Curio
- Johannes Brost – en skeppare
- Johan Hedenberg
- Marie Robertson
- Leif Henriksson
- Malou Meilink
- Göran Thorell
- Henrik Agger
- Istvan Ardai
- Jesper Bromark
- Nils-Johan Petersson
- Kent Wikberg